# 36. Turniej Czterech Skoczni
36. Turniej Czterech Skoczni był częścią Pucharu Świata w skokach narciarskich w sezonie 1987/1988. Rozgrywany był od 30 grudnia 1987 do 6 stycznia 1988.
Turniej w imponującym stylu wygrał  Matti Nykänen.

## Oberstdorf
Data: 30 grudnia 1987

Państwo:  RFN

Skocznia: Schattenbergschanze

### Wyniki konkursu
| Poz. | Imię i nazwisko     | Narodowość     | Punkty |
| ---- | ------------------- | -------------- | ------ |
| 1.   | Pavel Ploc          | Czechosłowacja | 230,2  |
| 2.   | Matti Nykänen       | Finlandia      | 225,6  |
| 3.   | Staffan Tällberg    | Szwecja        | 207,6  |
| 4.   | Christian Hauswirth | Szwajcaria     | 204,3  |
| 5.   | Jari Puikkonen      | Finlandia      | 203,1  |
| 6.   | Jens Weißflog       | NRD            | 202,9  |
| 7.   | Dieter Thoma        | RFN            | 202,3  |
| 8.   | Heinz Kuttin        | Austria        | 200,6  |
| 9.   | Tuomo Ylipulli      | Finlandia      | 199,7  |
| 10.  | Andreas Bauer       | RFN            | 197,8  |

## Garmisch-Partenkirchen
Data: 1 stycznia 1988

Państwo:  RFN

Skocznia: Große Olympiaschanze

### Wyniki konkursu
| Poz. | Imię i nazwisko     | Narodowość     | Punkty |
| ---- | ------------------- | -------------- | ------ |
| 1    | Matti Nykänen       | Finlandia      | 212,4  |
| 2    | Staffan Tällberg    | Szwecja        | 200,1  |
| 3    | Jens Weißflog       | NRD            | 198,5  |
| 4    | Ernst Vettori       | Austria        | 195,8  |
| 5    | Dieter Thoma        | RFN            | 187,8  |
| 6    | Miran Tepeš         | Jugosławia     | 187,3  |
| 7    | Christian Hauswirth | Szwajcaria     | 186,5  |
| 8    | Jiří Parma          | Czechosłowacja | 185,9  |
| 9    | Christoph Lehmann   | Szwajcaria     | 184,9  |
| 10   | Jiří Malec          | Czechosłowacja | 181,8  |

## Innsbruck
Data: 4 stycznia 1988

Państwo:  Austria

Skocznia: Bergisel

### Wyniki konkursu
| Poz. | Imię i nazwisko | Narodowość     | Punkty |
| ---- | --------------- | -------------- | ------ |
| 1.   | Matti Nykänen   | Finlandia      | 220,0  |
| 2.   | Andreas Bauer   | RFN            | 197,5  |
| 3.   | Jens Weißflog   | NRD            | 195,1  |
| 4.   | Jiří Parma      | Czechosłowacja | 194,6  |
| 5.   | Pavel Ploc      | Czechosłowacja | 193,0  |
| 6.   | Andreas Felder  | Austria        | 183,9  |
| 6.   | Josef Heumann   | RFN            | 183,9  |
| 8.   | Piotr Fijas     | Polska         | 181,4  |
| 8.   | Dieter Thoma    | RFN            | 181,4  |
| 10.  | Miran Tepeš     | Jugosławia     | 180,1  |

## Bischofshofen
Data: 6 stycznia 1988

Państwo:  Austria

Skocznia: Paul-Ausserleitner-Schanze

### Wyniki konkursu
| Poz. | Imię i nazwisko         | Narodowość     | Punkty |
| ---- | ----------------------- | -------------- | ------ |
| 1.   | Matti Nykänen           | Finlandia      | 229,7  |
| 2.   | Primož Ulaga            | Jugosławia     | 208,9  |
| 3.   | Ole-Christian Eidhammer | Norwegia       | 207,7  |
| 4.   | Vegard Opaas            | Norwegia       | 207,5  |
| 5.   | Heinz Kuttin            | Austria        | 207,1  |
| 6.   | Franz Wiegele           | Austria        | 203,3  |
| 7.   | Pavel Ploc              | Czechosłowacja | 203,0  |
| 8.   | Pekka Suorsa            | Finlandia      | 200,3  |
| 9.   | Ernst Vettori           | Austria        | 200,1  |
| 10.  | Ole Gunnar Fidjestøl    | Norwegia       | 198,4  |

## Klasyfikacja generalna
| Poz. | Skoczek             | Kraj           | Punkty |
| ---- | ------------------- | -------------- | ------ |
| 1.   | Matti Nykänen       | Finlandia      | 887,7  |
| 2.   | Jens Weißflog       | NRD            | 788,7  |
| 3.   | Jiří Parma          | Czechosłowacja | 767,7  |
| 4.   | Christian Hauswirth | Szwajcaria     | 763,5  |
| 5.   | Franz Wiegele       | Austria        | 752,7  |
| 6.   | Staffan Tällberg    | Szwecja        | 751,5  |
| 7.   | Miran Tepeš         | Jugosławia     | 748,2  |
| 8.   | Andreas Bauer       | RFN            | 741,0  |
| 9.   | Tuomo Ylipulli      | Finlandia      | 731,5  |
| 10.  | Jari Puikkonen      | Finlandia      | 726,3  |